# Schilbe moebiusii
Schilbe moebiusii es una especie de peces de la familia Schilbeidae en el orden de los Siluriformes.

## Morfología
• Los machos pueden llegar alcanzar los 27,3 cm de longitud total.

## Reproducción
Es ovíparo.

## Hábitat
Vive en los ríos.

## Distribución geográfica
Se encuentran en África: ríos  Ruaha,  Kingani y  Kilombero.